# Вахтангадзе, Мухран
Мухран Вахтангадзе (груз. მუხრან ვახტანგაძე, род. 22 января 1973) — грузинский борец греко-римского стиля, чемпион мира, призёр чемпионатов Европы и Олимпийских игр.

## Биография
Родился в 1973 году в Батуми.
В 2000 году стал бронзовым призёром Олимпийских игр в Сиднее.
В 2001 году стал чемпионом мира. В 2003 году стал обладателем бронзовой медали чемпионата Европы.
В 2004 году принял участие в Олимпийских играх в Афинах, но занял там лишь 18-е место.